# Coro da stadio

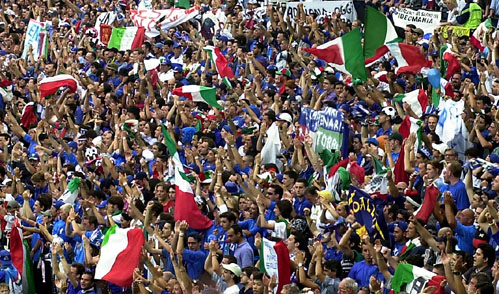
Tifosi della nazionale italiana di calcio ai Campionati europei del 2000

I cori da stadio sono i canti e gli slogan che vengono intonati coralmente dai tifosi delle squadre di calcio, o di altri sport di squadra, in occasione di incontri ed eventi agonistici, sia dentro sia fuori dallo stadio, durante lo svolgimento delle partite, ma anche prima dell'inizio dell'incontro e talvolta dopo la sua conclusione. I cori possono accompagnare lo svolgimento vero e proprio delle azioni, oppure riempire le pause tra i tempi di gioco o le interruzioni regolamentari che scandiscono i diversi tempi di cui si compone un incontro. L'innesco di un coro non è un evento eterodiretto, ma il frutto di un comportamento emergente e spontaneo: in principio, infatti, il canto viene di solito intonato da un solo tifoso, o da un piccolo gruppo di persone; in un secondo momento, il canto viene raccolto da altri per poi propagarsi, fino a impegnare ampi settori delle gradinate, trasformandosi in coro o in un vero e proprio boato.

## Funzioni
Le esplosioni di cori e canti, insieme alle bordate di fischi, alle coreografie, ai boati di gioia, disappunto, o disperazione, costituiscono uno degli ingredienti fondamentali che compongono quel fenomeno sociale di ritualità collettiva che va in scena in occasione delle partite e attraverso il quale si dà espressione e sfogo a «emozioni, gioie, dolori, rabbie e frustrazioni». Un rito catartico in cui entrano in gioco valori e sentimenti che danno senso all'appartenenza comunitaria e attraverso il quale si «dà vita, domenica dopo domenica, [...] all'epopea della propria comunità, all'esaltazione dell'atto collettivo, da cui emergono spontaneamente forze ancestrali, mitiche, che si fanno energia e pathos comune», in un clima che può indurre il singolo a sentirsi partecipe di uno stato vicino a una "trance collettiva".

## Genere musicale
I cori sono inventati dagli stessi tifosi e sono spesso il frutto di adattamenti di canzoni o motivi musicali famosi. A volte, invece, non si possono definire come veri e propri canti, ma sono una sorta di slogan accompagnati da un ritmico battere di mani, scanditi nella maniera ritmata che si incontra nell'ascolto di slogan politici e sindacali intonati durante le manifestazioni pubbliche.
Si tratta di creazioni musicali più o meno spontanee, classificabili alla stregua di un genere musicale di estrazione popolare. Poiché, normalmente, i cori non sono oggetto di pubblicazione musicale, essi si tramandano, perpetuano, ed evolvono, soprattutto facendo affidamento sui meccanismi della tradizione orale. La loro popolarità può essere più o meno duratura: alcuni di essi risalgono indietro fino all'epoca stessa di costituzione della squadra.

## Fonti di ispirazione musicale
L'origine delle melodie può essere la più varia. A volte, per esempio, i canti attingono a brani celebri della musica classica, della tradizione operistica o del jazz. Altre volte, invece, le musiche sono prese in prestito da inni di varia natura, o dal repertorio spiritual, o da canzoni popolari. Fonti di ispirazione vengono fornite spesso dal mondo della musica pop e dalla musica leggera. Non mancano casi di creazioni derivate da cori o inni politici.

## Obiettivi dei cori
Il fenomeno musicale dei cori da stadio interessa diverse culture calcistiche nazionali, seppure con modi e accenti variabili, non solo da paese a paese, ma, spesso, anche da squadra a squadra. I cori possono essere intonati a sostegno della propria squadra o, al contrario, possono avere come bersaglio i tifosi e i calciatori della squadra avversaria: a volte vengono perfino intonati nei confronti di un club diverso dall'avversario del momento, per il solo fatto che esiste, nei suoi confronti, una tradizione di rivalità calcistica. Quando lo scopo è colpire l'orgoglio e la reputazione di calciatori e di tifoserie avverse, i cori possono arrivare a veicolare offese ed esprimere insulti anche molto pesanti, fino a trascendere nella discriminazione etnica o razziale.

### Cori contro le forze dell'ordine
A volte, obiettivi dei cori offensivi sono le forze dell'ordine colpite con slogan che ne offendono l'immagine istituzionale, anche prendendone di mira singoli esponenti dal forte valore simbolico: è il caso, ad esempio, in Italia, del vasto repertorio di slogan offensivi, che rimbalzano anche sui graffiti murali, nei confronti della memoria dell'ispettore capo di Polizia Filippo Raciti, ucciso in servizio nel 2007, mentre tentava di sedare i disordini susseguenti al Derby di Sicilia Catania-Palermo. Esistono anche cori che sono rivolti a singole figure di atleti (o a dirigenti della squadra), con un intento che può essere sia malevolo sia benevolo: quest'ultimo fenomeno, tuttavia, è da considerare in declino, dal momento che i meccanismi del calciomercato e la frequente mobilità tra team portano sempre più alla rarefazione delle figure dei calciatori-bandiera, quelli, cioè, in grado di interpretare, agli occhi del pubblico, perfino quello avverso, un valore simbolico per un'intera squadra.

### Cori razzisti o discriminatori
A volte, i cori intonati sulle gradinate mirano a colpire la dignità degli avversari facendo leva su contenuti che implicano feroce discriminazione su basi etniche, religiose, territoriali o razziali. Tali contenuti discriminatori e razzisti, a seconda degli ordinamenti nazionali vigenti nei territori in cui tali comportamenti vengono messi in atto, possono arrivare a integrare varie tra quelle fattispecie di reato la cui ratio è colpire i cosiddetti crimini d'odio: secondo il diritto penale italiano, ad esempio, può essere configurabile la fattispecie istigazione all'odio razziale, ipotesi di reato introdotta dalla cosiddetta Legge Mancino. I responsabili dei comportamenti illeciti possono essere individuati e identificati dalla magistratura attraverso l'osservazione delle riprese video provenienti dalle videocamere di sorveglianza installate nello stadio o nella struttura sportiva.